# Christoph Schaffrath
Christoph Schaffrath fue un músico y compositor de música clásica del barroco tardío nacido en 1709 en Hohnstein y fallecido el 7 de febrero de 1763 en Berlín.

## Carrera
Solicitó que se le nombrara organista en la Sophienkirche en Dresde, pero no recibió el puesto (el favorecido fue Wilhelm Friedemann Bach). Schaffrath sirvió en la corte del príncipe heredero Federico, como clavecinista de orquesta. Desde 1741, fue músico exclusivo de Amalia, la hermana del rey. 
Como compositor Schaffrath se dedicó a la música instrumental incluyendo sinfonías, piezas para teclado, sonatas y conciertos. La música de Schaffrath se puede considerar de transición entre el barroco y el clasicismo, piezas que tienen un estilo galante, característicamente melodiosas compuestas de frases cortas y ritmos constantes. El contrapunto está integrado en su música orquestal, pero la mayoría de esta carecía de un fervor expresivo. La mayoría de sus obras ahora se pueden encontrar en la Biblioteca Estatal de Berlín. 

## Obra
Compuso muchos tipos de música, especialmente oberturas, sinfonías, conciertos para clavecín, cuartetos, tríos, dúos para un instrumento solista y clave y sonatas para clave.